# Costantino Pisarri
Costantino Pisarri, de Bologne, est un imprimeur, éditeur et libraire italien du XVIIIe siècle établi à Bologne.

## Biographie
Costantino Pisarri est né à Bologne d'Antonio Pisarri et l'on sait qu'il a été actif de 1700 à 1736 et qu'il a vécu à Bologne. Il a repris la presse de son père après la mort de celui-ci en 1680. Il est mort avant 1752 dans sa ville natale. Il a publié plus de 175 ouvrages dans deux langues différentes, ouvrages qui sont disponibles dans plus d'une centaine de bibliothèques et d'archives et en a même écrit lui-même. Il publie des ouvrages notamment pour Carlo Costanzo Rabbi, Giovan Gioseffo Orsi et Guidobaldo Del Monte entre autres. Il y a aussi eu une rivalité entre Pisarri et Lelio Dalla Volpe, étoile montante dans le milieu de l'impression à l'époque .